# パラクレシジン
パラクレシジン(para-Cresidine)は、色素や染料の生成に用いる中間体である。明るい黄色から明るい茶色の固体で、化学式は、C8H11ONまたはCH3OC6H3(CH3)NH2である。白色の結晶になる。発癌性物質のカテゴリーは、2であり、熱すると窒素酸化物を含む有毒な蒸気を発する。強い酸化剤と反応し、プラスチック、ゴム、皮膜を形成するものもある。パラクレシジンは、恐らくヒトにとっての発癌性物質である。沸点は235℃、融点は51.5℃で、水には全く溶けない。